# Le Boullay-Thierry
Le Boullay-Thierry – miejscowość i gmina we Francji, w Regionie Centralnym, w departamencie Eure-et-Loir.
Według danych na rok 1990 gminę zamieszkiwało 348 osób, a gęstość zaludnienia wynosiła 27 osób/km² (wśród 1842 gmin Regionu Centralnego Le Boullay-Thierry plasuje się na 799. miejscu pod względem liczby ludności, natomiast pod względem powierzchni na miejscu 995.).